# Kisses
Kisses — четвёртый студийный альбом бразильской поп-исполнительницы Анитты, выпущенный 5 апреля 2019 года лейблом Warner Music Brasil. «Kisses» — трёхъязычный альбом, с песнями на португальском, испанском и английском языках, а также музыкальными видеоклипами для каждой композиции. Он был номинирован на получение премии Латинской Грэмми за Лучший альбом городской музыки.

## Предыстория
В 2016 году, после завершения продвижения своего третьего студийного альбома «Bang», Анитта начала планировать свою международную карьеру и участвовала в серии совместных работ, включая синглы с такими артистами, как Малума, Игги Азалия и Major Lazer в течение 2016 и 2017 годов, чтобы начать процесс становления своей карьеры за пределами Бразилии. Композиция Игги Азалии «Switch» стала первой выпущенной песней, в которой Анитта поёт на английском языке. Сингл под названием «Paradinha», исполненный на испанском языке, появился в 2017 году и стал одним из самых успешных хитов Анитты в Бразилии, а также в других странах, таких как Мексика и Португалия. В июле 2017 года «Billboard» объявил о том, что Анита подписала контракт с Shots Studios для работы за пределами Бразилии, и что она трудится над англоязычным альбомом, в котором примут участие в качестве приглашённых артистов Marshmello, Алессо и Poo Bear.
Позднее в 2017 году Анитта анонсировала проект под названием «Check Mate», в рамках которого ежемесячно выпускалась новая песня на английском, испанском или португальском языке вместе с сопровождающим её музыкальным клипом. Она запустила проект с «Will I See You» (продюсер Poo Bear), который стал её первым синглом на английском языке в качестве основного исполнителя. В октябре 2017 года она появилась в новом для себя жанре электронной танцевальной музыки, выпустив сингл «Is That for Me» в сотрудничестве со шведским диджеем Алессо. В рамках ноябрьского выпуска «Check Mate» Анитта записала с колумбийским исполнителем Джеем Бальвином латиноамериканскую поп-композицию «Downtown», а позже выпустила «Vai Malandra» вместе с американским рэпером Maejor в качестве завершения своего проекта «Check Mate».
После релиза ряда синглов, предназначенных для международного рынка, таких как «Indecente» и «Medicina», в первом полугодии 2018 года Анитта, во время интервью «Billboard» на красной дорожке MTV Europe Music Awards 2018, объявила о релизе мини-альбома, содержащего песни на английском, испанском и португальском языках. 9 ноября 2018 года он был выпущен под названием «Solo» и включал композицию «Veneno», англоязычный трек «Goals» (продюсер Фаррелл Уильямс) и песню на португальском языке «Não perco meu tempo».
В январе 2019 года член команды Анитты позволил просочиться через Instagram информации о четвёртом студийном альбоме певицы под названием «Game Over», содержащем восемь треков. Однако после утечки информации сама певица ничего не подтвердила и не опровергла. В марте Анита выпустила тизер, сопровождаемый словом «Kisses», в котором она сказала: «Неужели вы думали, что все мои поцелуи для этого?», ссылаясь на новость о том, что она поцеловала нескольких знаменитостей во время карнавала 2019 года. Через несколько дней она подтвердила, что речь идет о её четвёртом студийном альбоме, который будет содержать десять треков и музыкальный видеоклип для каждого из них.

## Концепция и название
"Есть 10 песен с музыкальным видео для каждой. Каждая из них представляет собой отдельный тип Анитты, который существует внутри меня. Отсылка к названию «Поцелуи» подчёркивает, что существуют тысячи различных типов поцелуев, но в любом из этих случаев он остаётся поцелуем. В течение следующих нескольких дней я открою вам название каждой песни и характеристику каждой Анитты, которую она представляет. Глазами мастера [Джованни Бьянко]"
«Kisses» — трёхъязычный альбом, включающий 10 песен на английском, испанском и португальском языках, который Анитта посчитала «самым рискованным» релизом в своей карьере. К моменту выпуска альбома, в апреле 2019 года, он находился в производстве более года, так как «каждый трек был тщательно продуман в соответствии с определённым замыслом».
Анитта заявила, что в дополнение к 10 трекам будут представлены «10 разных Анитт», уточнив: «скоро вы узнаете их все в „Kisses“, альбоме трехъязычном и очень особенном, и я работаю над тем, чтобы все было идеально, я надеюсь, что он всем вам понравится и вам будет весело со мной». Она также рассказала «Entertainment Tonight», что её идея заключалась в том, чтобы показать миру свои 10 личностей, и насколько разносторонней она может быть как личность. Мэрайя Кэри, Рианна, Бейонсе, Ариана Гранде и Карди Би были названы Аниттой в качестве своих главных вдохновителей во время работы над альбомом.
Первоначально Анитта намеревалась назвать альбом «Anittas», но идея была отвергнута, потому что она посчитала это название «слишком буквальным». Название «Kisses» было в конечном итоге предложено креативным директором альбома Джованни Бьянко, который также сослался на новость о том, что Анитта поцеловала нескольких знаменитостей во время карнавала 2019 года.

## Запись и создание
Альбом и его музыкальные клипы были записаны, спродюсированы и сняты на общую сумму около 15 миллионов бразильских реалов, из которых Анитта потратила «чуть больше 10 миллионов бразильских реалов», а остальное было оплачено её лейблом Warner Music Group.
По словам Аниты, сотрудничество со Snoop Dogg в треке «Onda Diferente» случилось после того, как рэпер позвонил ей, посмотрев «Vai Anitta», биографический документальный сериал о ней, выпущенный на Netflix, чтобы высказать комплименты. Её сотрудничество с бразильским певцом Каэтану Велозу произошло после того, как Анитта вместе с ним и Жилберто Жилом выступила на церемонии открытия летних Олимпийских игр 2016 года. Она утверждала, что её покойный дед был большим поклонником Велозу, и тот факт, что она записала песню с ним, был честью для неё.

## Продвижение
Анитта раскрыла трек-лист альбома с помощью своих аккаунты в социальных сетях в конце марта, прежде чем опубликовала его обложку 27 марта. Также был выпущен тизер для альбома. 5 апреля 2019 года «Poquito» с Swae Lee был анонсирован как первый сингл с альбома. Вторым синглом на английском языке стал «Get To Know me» с Алессо, третьим — «Banana» с Бекки Джи, а четвёртым — «Rosa» с Принцем Ройсом.

## Критика
| Оценки критиков     | Оценки критиков |
| Источник            | Оценка          |
| ------------------- | --------------- |
| The Guardian        | [ 23 ]          |
| New Musical Express | [ 24 ]          |
| G1                  | [ 25 ]          |

«Kisses» получили по большей части положительные отзывы музыкальных критиков. Рейчел Ароешти из «The Guardian» дала альбому три из пяти звёзд, высоко оценив индивидуальность Анитты в некоторых песнях, таких как «Banana». Ник Левин из «New Musical Express» дал альбому четыре из пяти звезд и высоко оценил его в целом, заявив, что он «создаёт изящную и цельную смесь реггетона, бопа и ароматных, испещрённых ловушками сокращений». Майк Найд с сайта Idolator оценил этот альбом как «самое впечатляющее свершение Аниты на сегодняшний день».
Несколько треков альбома были высоко оценены музыкальными критиками. Майкл Лав из «Paper Magazine» назвал «Poquito» лучшей песней альбома и описал её как «пленительную, игристую и сладко соблазнительную», раскрывающей в себе сущность Аниты. «Rosa» с Принцем Ройсом была названа лучшим треком альбома Раисой Брунер из «Time», которая считала, что песня «показывает Анитту в её лучших проявлениях» и рассказывает «чувственную историю». Майк Найд из Idolator похвалил трек «Banana» с американской певицей Бекки Джи, назвав его «ярким и игривым», а также похвалил химию Аниты и Бекки Джи и их «дерзкий» вклад в трек. Ник Левин из NME назвал «Você Mentiu» с Каэтану Велозу «самым музыкально удивительным треком альбома» и оценил его как «демонстрацией уверенности». Левин также похвалил «Onda Diferente» с Лудмиллой и Snoop Dogg и рэп-куплет последнего в композиции.

## Награды и номинации
| Год  | Организация        | Премия                         | Результат | Ссылки |
| ---- | ------------------ | ------------------------------ | --------- | ------ |
| 2019 | Латинская Грэмми   | Лучший альбом городской музыки | Ожидается | [ 30 ] |
| 2019 | Urban Music Awards | Álbum del año                  | Ожидается |        |

## Список композиций
| №                   | Название                                                          | Автор(ы)                   | Продюсер(ы)           | Длительность |
| ------------------- | ----------------------------------------------------------------- | -------------------------- | --------------------- | ------------ |
| 1.                  | «Atención»                                                        | Anitta                     | Sky                   | 3:40         |
| 2.                  | «Banana» (с Бекки Джи)                                            | Anitta Бекки Джи           | Supa Dups             | 3:45         |
| 3.                  | «Onda Diferente» (с Ludmilla, Snoop Dogg и при участии Papatinho) | Anitta Ludmilla Snoop Dogg | Supa Dups             | 3:40         |
| 4.                  | «Sin Miedo» (с DJ Luian и Mambo Kingz)                            | Anitta                     | Mambo Kingz DJ Luian  | 3:41         |
| 5.                  | «Poquito» (с Swae Lee)                                            | Anitta Swae Lee            | Ryan Ogren            | 3:55         |
| 6.                  | «Tu y Yo» (с Chris Marshall)                                      | Anitta Barbara Mendoza     | Ogren Mambo Kingz     | 3:56         |
| 7.                  | «Get to Know Me» (с Алессо)                                       | Anitta                     | Алессо DVLP           | 3:42         |
| 8.                  | «Rosa» (с Принц Ройс)                                             | Anitta Принц Ройс          | Sky Supa Dups         | 3:46         |
| 9.                  | «Juego»                                                           | Anitta                     | DVLP Sky              | 3:42         |
| 10.                 | «Você Mentio» (с Велозу, Каэтану)                                 | Anitta                     | Mambo Kingz DJ Lucian | 3:58         |
| Общая длительность: | Общая длительность:                                               | Общая длительность:        | Общая длительность:   | 37:45        |

## Чарты
| Чарт (2019)                                              | Высшая позиция |
| -------------------------------------------------------- | -------------- |
| Spanish Digital Albums (Productores de Música de España) | 46             |
| США (Billboard Latin Pop Albums)                         | 4              |
| США (Billboard Top Latin Albums)                         | 16             |

## Хронология релиза
| Регион | Дата          | Формат(ы)                  | Лейблы             | Прим.  |
| ------ | ------------- | -------------------------- | ------------------ | ------ |
| Мир    | 5 апреля 2019 | Digital download streaming | Warner Music Group | [ 35 ] |